# Bodovce
Bodovce jsou obec na Slovensku v okrese Sabinov. První písemná zmínka pochází z roku 1427.